# Prædikatslogik
 Der er for få eller ingen kildehenvisninger i denne artikel, hvilket er et problem. Du kan hjælpe ved at angive troværdige kilder til de påstande, som fremføres i artiklen.

Prædikatslogik er en del af logik, som findes indenfor hhv. filosofi samt matematik, og bygger oven på udsagnslogik
. Hvor udsagnslogik kun beskæftiger sig med lukkede udsagn, så beskæftiger prædikatslogik sig også med åbne udsagn og kvantorer over åbne udsagn. Prædikatslogik kan siges at være teorien for korrekt brug af alkvantorer og eksistenskvantorer, som udtrykker, at noget gælder hhv. for alle og for mindst ét objekt.
- {\displaystyle \forall xP(x)} indebærer at alle{\displaystyle } x har egenskaben {\displaystyle P}. ({\displaystyle \forall } er alkvantoren)

- {\displaystyle \exists xP(x)} indebærer at mindst ét{\displaystyle } x har egenskaben {\displaystyle P}. ({\displaystyle \exists } er eksistenskvantoren)

Antag, at vi vil erklære noget lidt selvsigende, så som "hvis noget har to specifikke egenskaber, så har det den anden af disse egenskaber".
Vi kan symbolisere det på følgende måde: {\displaystyle \forall x((P(x)\land Q(x))\rightarrow Q(x))}. Det læses: for ethvert x gælder det, at hvis x har egenskaben P, og x har egenskaben Q, så har x egenskaben Q.
Et andet eksempel er {\displaystyle \forall x\forall y((x=y)\rightarrow (P(x)\leftrightarrow P(y)))}, som siger: for alle x gælder det, at det for alle y ligeledes gælder, at hvis x er lig med y, så har x egenskaben P,

hvis og kun hvis y har egenskaben P. Hvad dette betyder er, at hvis x og y betegner den samme genstand, så er egenskaberne for x og y de samme.
Man skelner mellem førsteordens prædikatslogik og prædikatslogik af højere orden. I førsteordens prædikatslogik er kvantorerne kun defineret over objekter fra en given grundmængde. I andenordens prædikatslogik kan man også have kvantorer over relationer mellem objekter i grundmængden.
Kurt Gödel beviste i sin doktorafhandling, at man kan formulere førsteordens prædikatslogik, så den bliver fuldstændig.